# 게이큐 본선
게이큐 본선(京急本線 게이큐 혼센[*])은 일본 도쿄도 미나토구에 있는 센가쿠지 역과 가나가와현 요코스카시에 있는 우라가 역을 잇는 게이힌 급행 전철의 철도 노선이다. 운행 상의 기점은 시나가와역으로, 센가쿠지 ~ 시나가와 구간은 도쿄 도 교통국 지하철 아사쿠사 선과의 직결 운행을 위한 지선으로 취급되고 있다.

## 운행 형태
기본적으로 20분 간격으로 운행되며, 속달 열차와 보통 열차가 특정 정차역에서 완급 접속이 이루어지거나, 더 높은 등급의 속달 열차가 역에서 낮은 등급의 열차를 앞지르기도 한다.
다이시 선을 제외한 게이힌 급행 전철의 여러 노선들과 직결 운행을 하고 있다. 쾌속특급 열차는 호리노우치 역에서 게이큐 구리하마 선 미사키구치 역까지 직결 운행하며, 일부 특급 열차도 미사키구치 방면으로 운행한다. 게이큐 공항선 하네다 공항 국내선 터미널역에서도 시나가와 또는 요코하마 방면으로의 직결 운행 열차가 운행되고 있다. 한편, 도쿄 지하철 아사쿠사 선·게이세이 전철·호쿠소 철도 노선들과의 직결 운행도 이루어진다. 대부분은 지하철을 거쳐 게이세이 나리타 공항선 (나리타 스카이엑세스)으로 운행하지만, 중간에 호쿠소 철도 호쿠소 선 인바니혼이다이 역에서 종착하거나, 게이세이 전철 본선 및 게이세이 히가시나리타 선·시바야마 철도선을 이용하여 시바야마치요다 역까지 운행하는 열차도 존재한다.

### 종별
2012년 현재 아래의 여섯 종별의 열차가 운행되고 있는데, 종별마다 다른 색깔을 사용하고 있다.

#### 게이큐 윙
게이큐 윙 호 (일본어: 京急ウィング号 게이큐 윈구 고[*])는 평일 야간 시간대에 하행 열차로만 운행되는 종별로, 다른 철도 회사들이 운행하는 "홈 라이너"에 해당된다. 시발역인 시나가와역에서 승차할 때는 승차정리권의 구입이 필요하지만, 가미오오카 역 이남 구간에서는 일반 "쾌속특급"으로 종별이 바뀌어 운행되기 때문에, 승차권만으로도 승차할 수 있다. 게이큐 구리하마 선으로 직결 운행하며, 게이큐 구리하마 선 구간에서는 모든 역에 정차한다. 게이힌 급행 전철 2100형 전동차가 투입되어 있다.
- 정차역
  - 시나가와역 → 가미오오카 역 → 가나자와분코 역 → 가나자와핫케이 역 → 요코스카추오 역 → 호리노우치 역 → (구리하마 선 구간에서는 각역 정차)

승하차객이 많은 게이큐 가와사키 역과 요코하마역에는 정차하지 않고 있다.

#### 에어포트 쾌속특급
에어포트 쾌속특급(일본어: エアポート快特 에아포토 카이토쿠[*])은 추가 특급 요금을 지불하지 않고 승차할 수 있는 열차들 중 가장 높은 등급의 종별이다. 시나가와역과 하네다 공항 국제선 터미널역에만 정차하고 있다. "에어포트"는 공항을 뜻하는 영어 단어 "Airport"에서 따온 것이다.
시나가와역부터 모든 열차가 도쿄 지하철 아사쿠사 선·게이세이 오시아게 선과 직결 운행하는데, 아사쿠사 선 구간에서 선택 정차하는 열차와, 각역에 정차하는 열차로 나뉜다. 선택 정차를 하는 열차는 오시아게 역에서 "엑세스 특급"으로 종별을 바꾸어, 게이세이 나리타 스카이엑세스 선으로 직결 운행하며, 각역에 정차하는 열차는 시나가와역에서 "보통"으로 종별을 바꾸어 아사쿠사 선으로 직결 운행한다. 두 종류의 열차는 각각 40분 간격으로 운행되며, 본선 구간에서는 20분 간격으로 정차하게 된다. 8량 편성으로 운행되며, 게이큐 차량 뿐만 아니라 도에이 지하철의 차량, 게이세이 전철의 차량도 투입되고 있다.

#### 쾌속특급
쾌속특급(일본어: 快特 가이토쿠[*])은 게이큐 구리하마 역 또는 미사키구치 역에서 시종착하는 열차로, 새벽 시간대와 심야 시간대를 제외하고 항상 운행되고 있다. 지하철 아사쿠사 선, 게이세이 전철 본선, 호쿠소 철도 호쿠소 선 등으로 직결 운행하는 열차도 있다.
8량 편성으로 운행되지만, 가나자와분코 역 ~ 시나가와역 구간에서는 4량 부속편성을 추가로 중련하여, 12량 편성으로 운행되기도 한다. 이 경우, 가나자와분코 역·게이큐 가와사키 역·시나가와역에서 병결 또는 분리를 하게 되며, 모두 게이큐 소속 차량이 투입된다. 도에이나 게이세이의 8량 편성 전동차가 투입되기도 하지만, 게이세이 소속 차량들은 게이큐 공항선으로 직결 운행하기 때문에 게이큐 가마타 역 이남 구간에서는 운행하지 않는다. 도에이 소속 차량은 미사키구치 역에서 시종착하기도 한다.
일부 열차는 아사쿠사 선과 직결 운행하고 있으며, 아사쿠사 선 구간에서는 모든 역에 정차한다.

#### 특급
특급(일본어: 特急 돗큐[*])은 새벽 시간대와 심야 시간대, 아침 출근 시간대에만 운행되는 열차이다. 게이큐 다이시 선을 제외한 모든 게이큐 노선과 직결 운행을 하고 있다.
쾌속특급과는 달리 대부분의 열차가 지하철 아사쿠사 선과 직결 운행을 하고 있다. 상행 열차는 가나자와분코 역 ~ 시나가와역 구간에서는 최장 12량 편성으로 운행되지만, 아사쿠사 선 구간에서는 최대 8량 편성까지만 수용이 이루어지기 때문에 시나가와역에서 열차 분리가 이루어진다. 반면 하행 열차는 가나가와신마치 역 하행 승강장의 수용 길이가 8량까지밖에 되지 않기 때문에 시나가와역 ~ 게이큐 가와사키 역 구간에서만 12량 편성 운행이 이루어진다.

#### 에어포트 급행
에어포트 급행(일본어: エアポート急行 에아포토 큐코[*])은 도쿄 도심 지역이나 신즈시 역과 하네다 공항 국내선 터미널역을 연결하는 열차로, 2010년 5월 시간표 개정 때부터 운행을 시작했다. 도쿄 도심 방면에서 오는 열차, 신즈시 방면에서 오는 열차 모두 낮 시간대를 중심으로 20분 간격으로 운행되고 있다.
기본적으로 8량 편성으로 운행되며, 신즈시 방면으로 운행되는 열차에는 게이큐의 차량만이 투입되지만, 도심 방면으로 운행되는 열차는 도에이, 게이세이, 호쿠소 철도의 열차가 투입되기도 한다.

#### 보통
보통(일본어: 普通 후쓰[*])은 모든 역에 정차하는 열차를 가리킨다. 센가쿠지 ~ 시나가와 구간은 급행 이상의 열차만이 직결 운행을 위해 이용하기 때문에, 보통 열차는 시나가와역 이남 구간에서만 운행된다. 아사쿠사 선에도 '보통' 종별이 있기는 하지만 그 보통 열차들은 게이큐 노선 내에서는 에어포트 급행 이상 등급으로 바뀌어 운행하니 주의해야 한다. 전 구간에 걸쳐 10분 간격으로 운행되고 있으며, 4·6량 편성 운행이 주를 이루고 있다.
토요일 및 휴일에 왕복 1편이 도심 방면으로 직결 운행을 하며, 연말 연시에는 24시간 내내 운행되기도 한다.

## 현재 운용중인 차량 및 은퇴 차량
- 400형
- 500형
- 600형
- 800형
- 1000형 (2기형)
- 1500형
- 2000형
- 2100형

- 도쿄 도 교통국 5300형(센가쿠지 ~ 호리노우치 구간만)
- 도쿄 도 교통국 5500형 (센가쿠치 ~ 호리노우치 구간만)

- 게이세이 전철 3000형(센가쿠지 ~ 게이큐 가마타 구간만)
- 게이세이 전철 3400형(센가쿠지 ~ 게이큐 가마타 구간만)
- 게이세이 전철 3700형(센가쿠지 ~ 게이큐 가마타 구간만)

- 호쿠소 철도 7300형・지바 뉴타운 철도9800형(기본적으로 센가쿠지 ~ 게이큐 가마타 구간만)
- 호쿠소 철도 7500형・지바 뉴타운 철도9200형(기본적으로 센가쿠지 ~ 게이큐 가마타 구간만)
- 지바 뉴타운 철도 9100형(기본적으로 센가쿠지 ~ 게이큐 가마타 구간만)

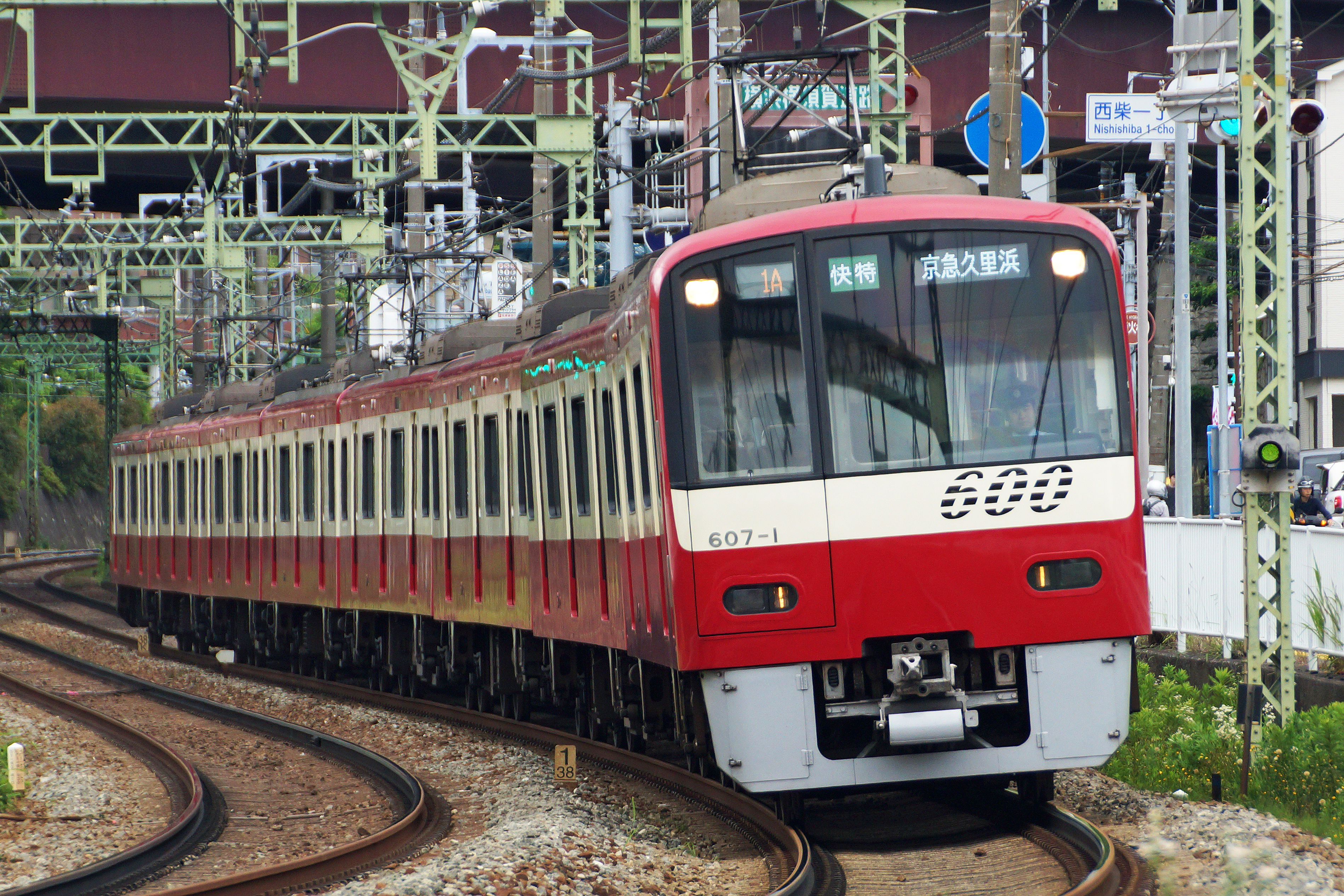
게이힌 급행 전철 600형
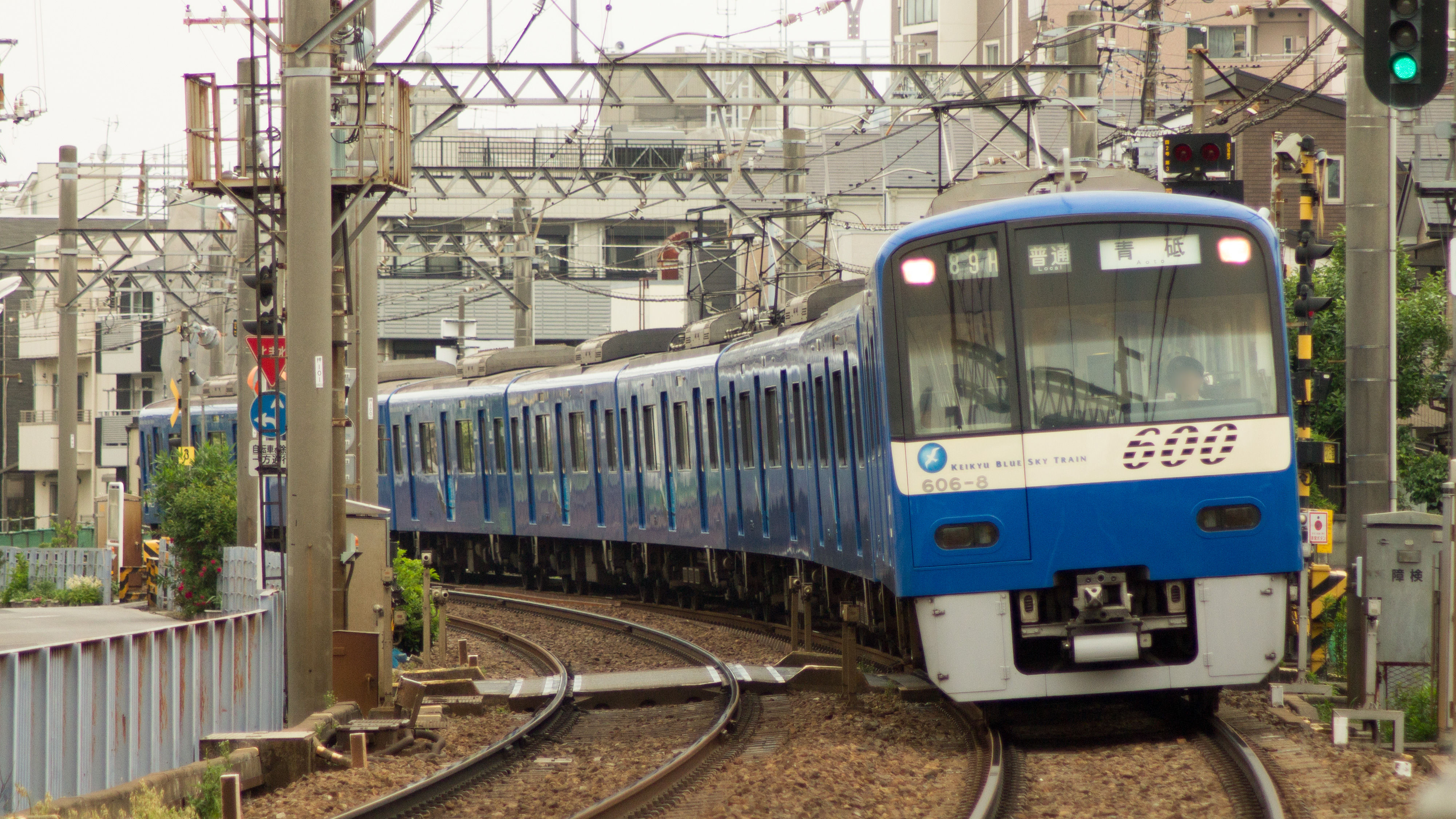
게이힌 급행 전철 600형(게이큐 블루스카이 트레인)
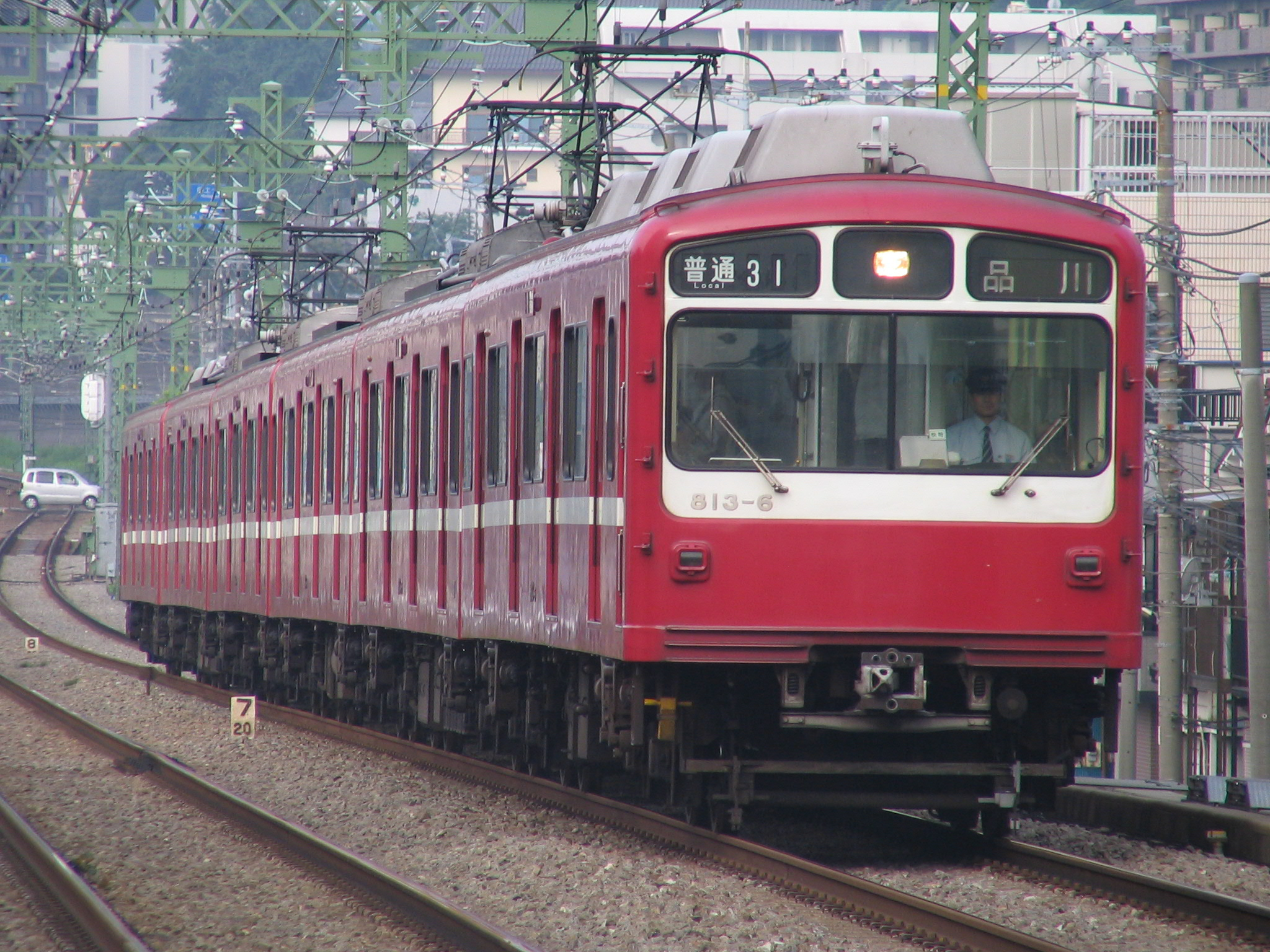
800계
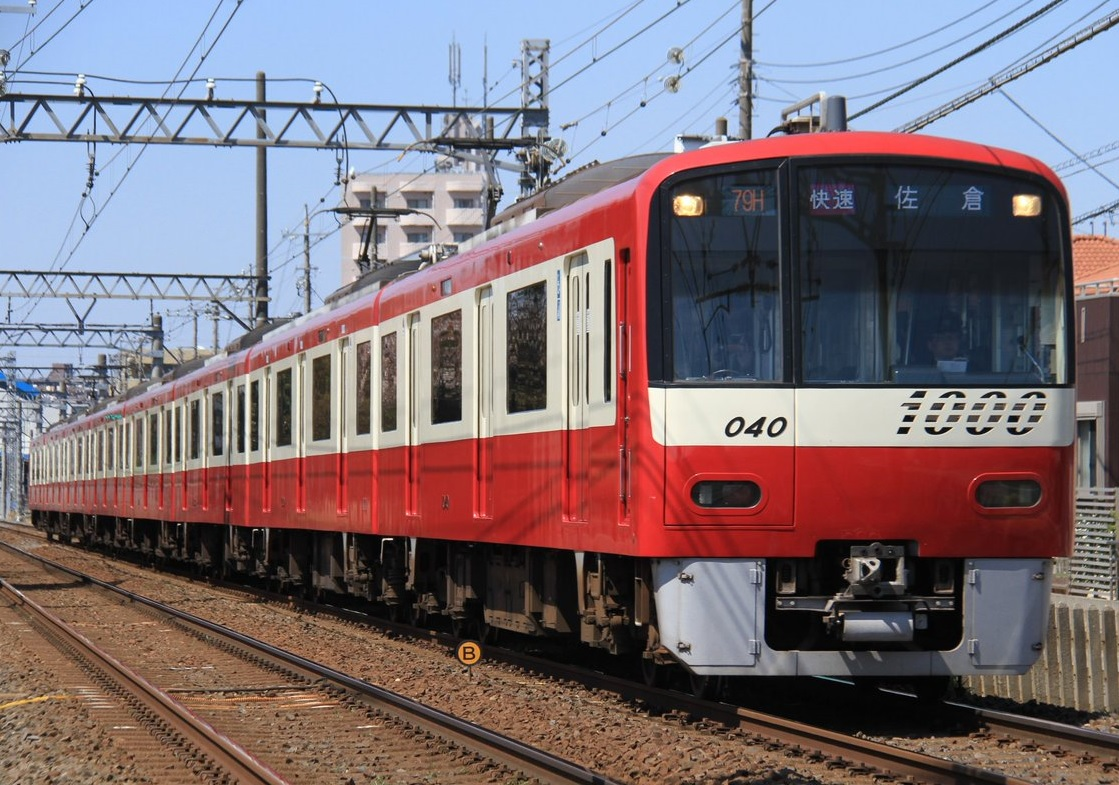
신1000계
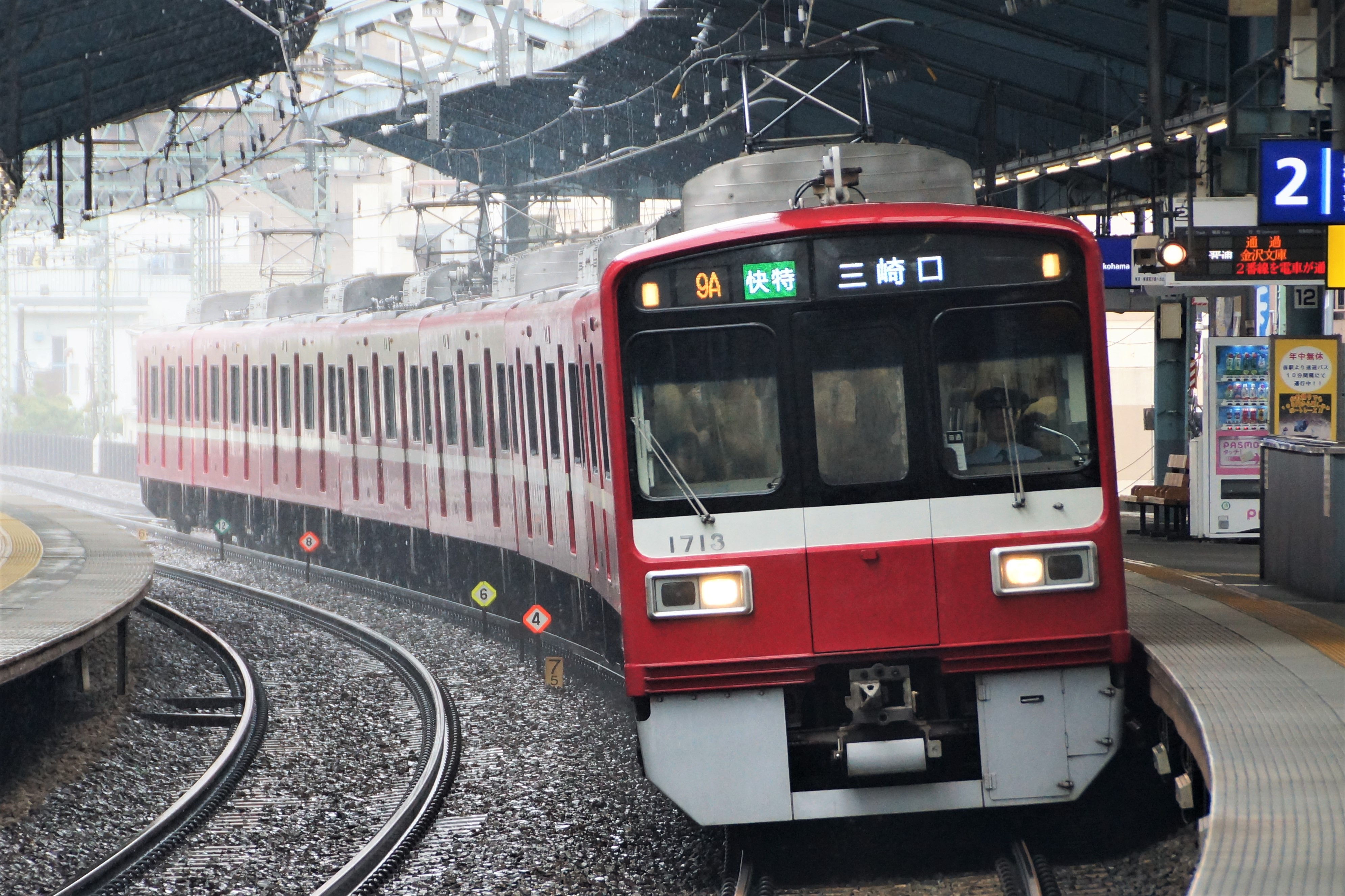
1500계
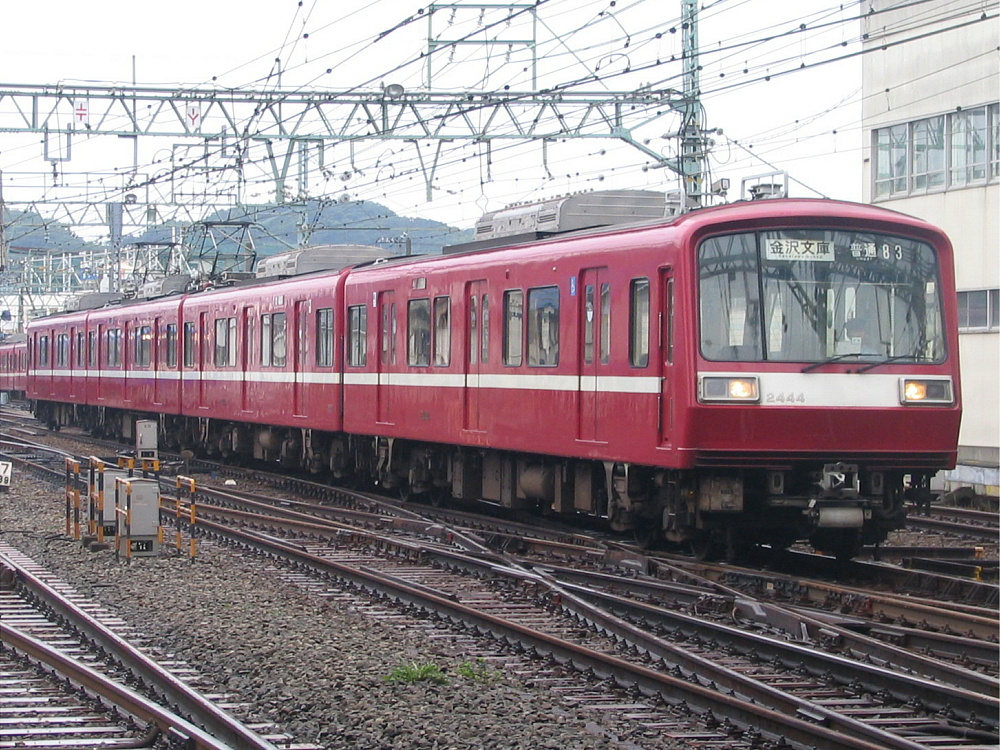
2000계
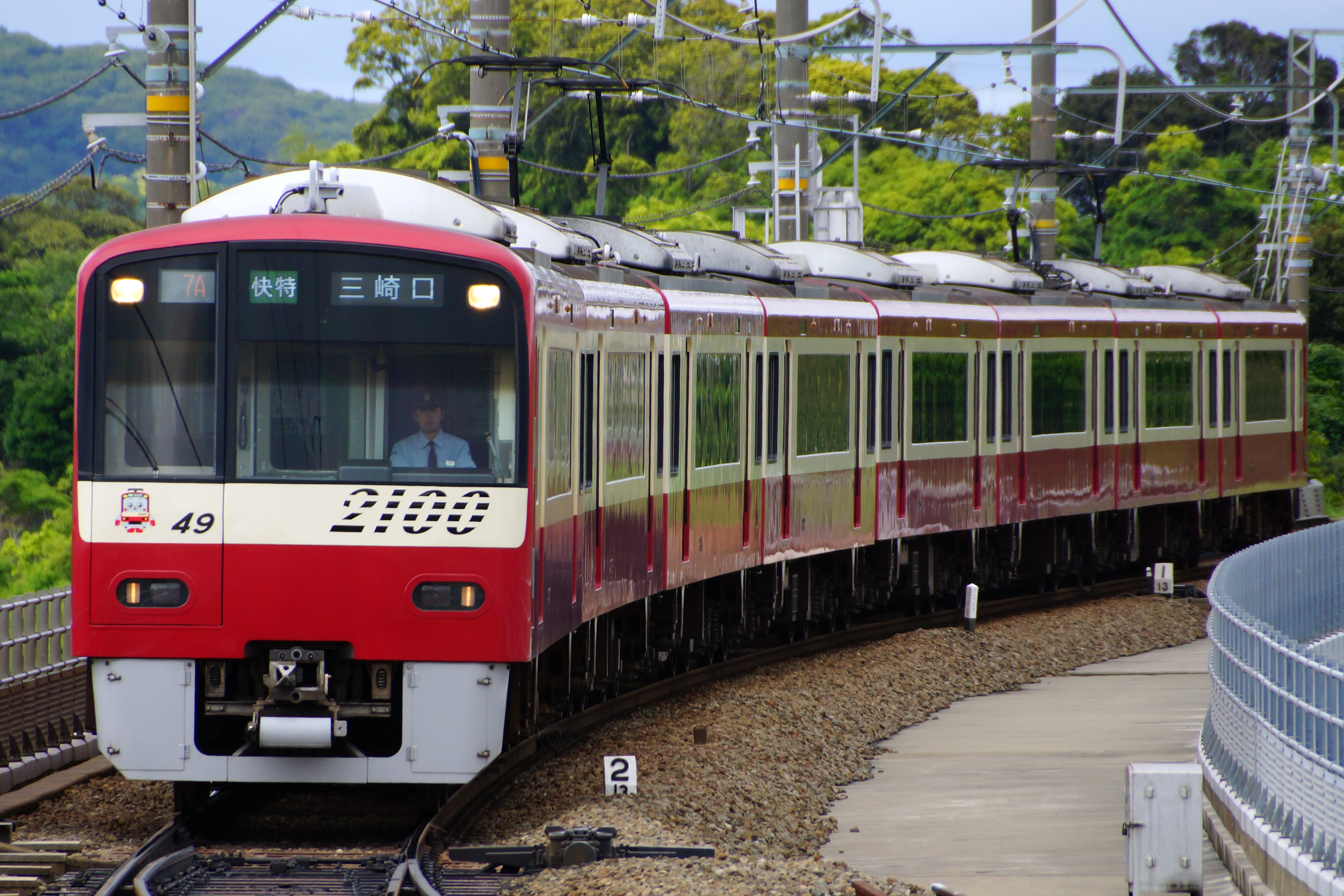
2100계
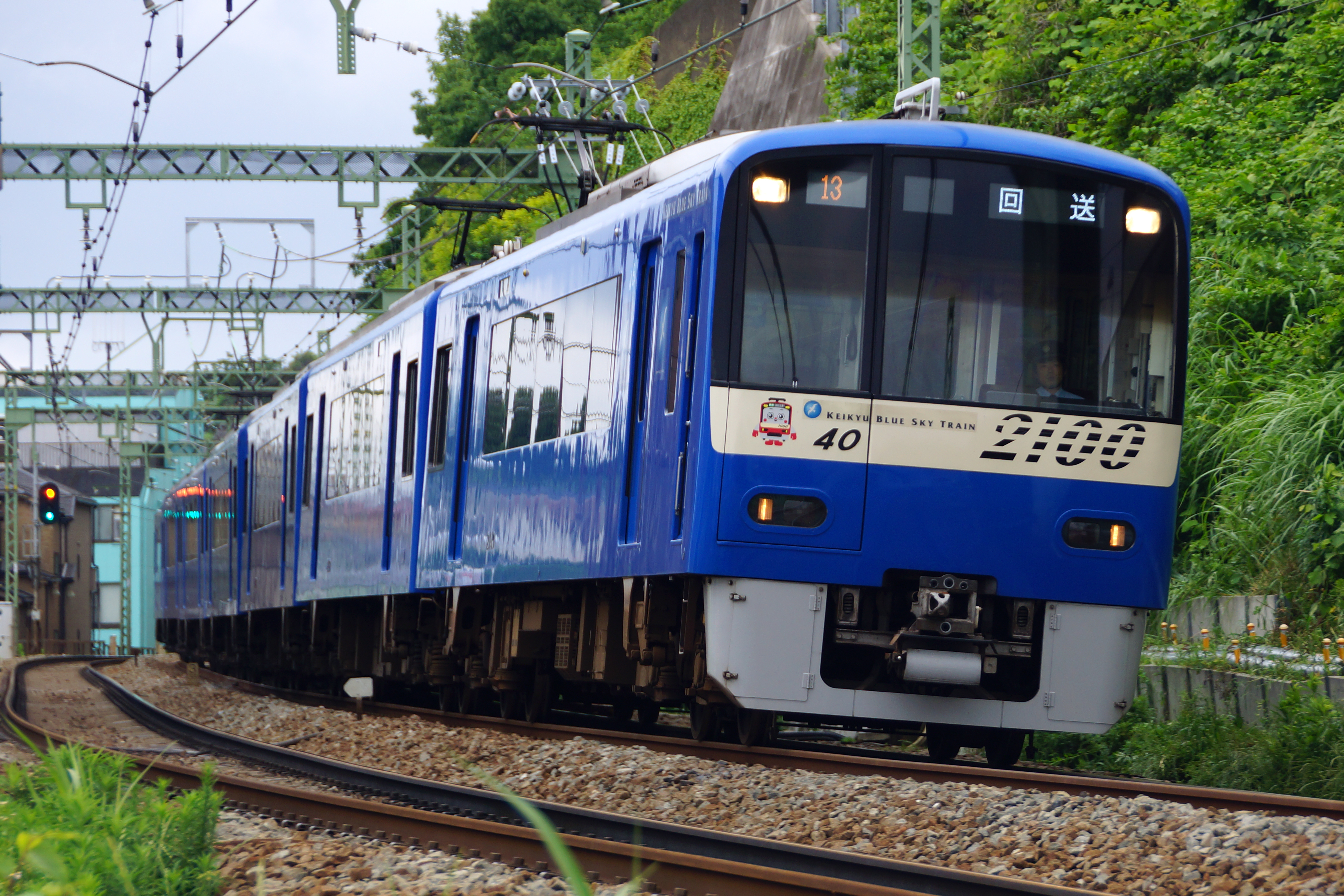
2100계(게이큐 블루스카이 트레인)
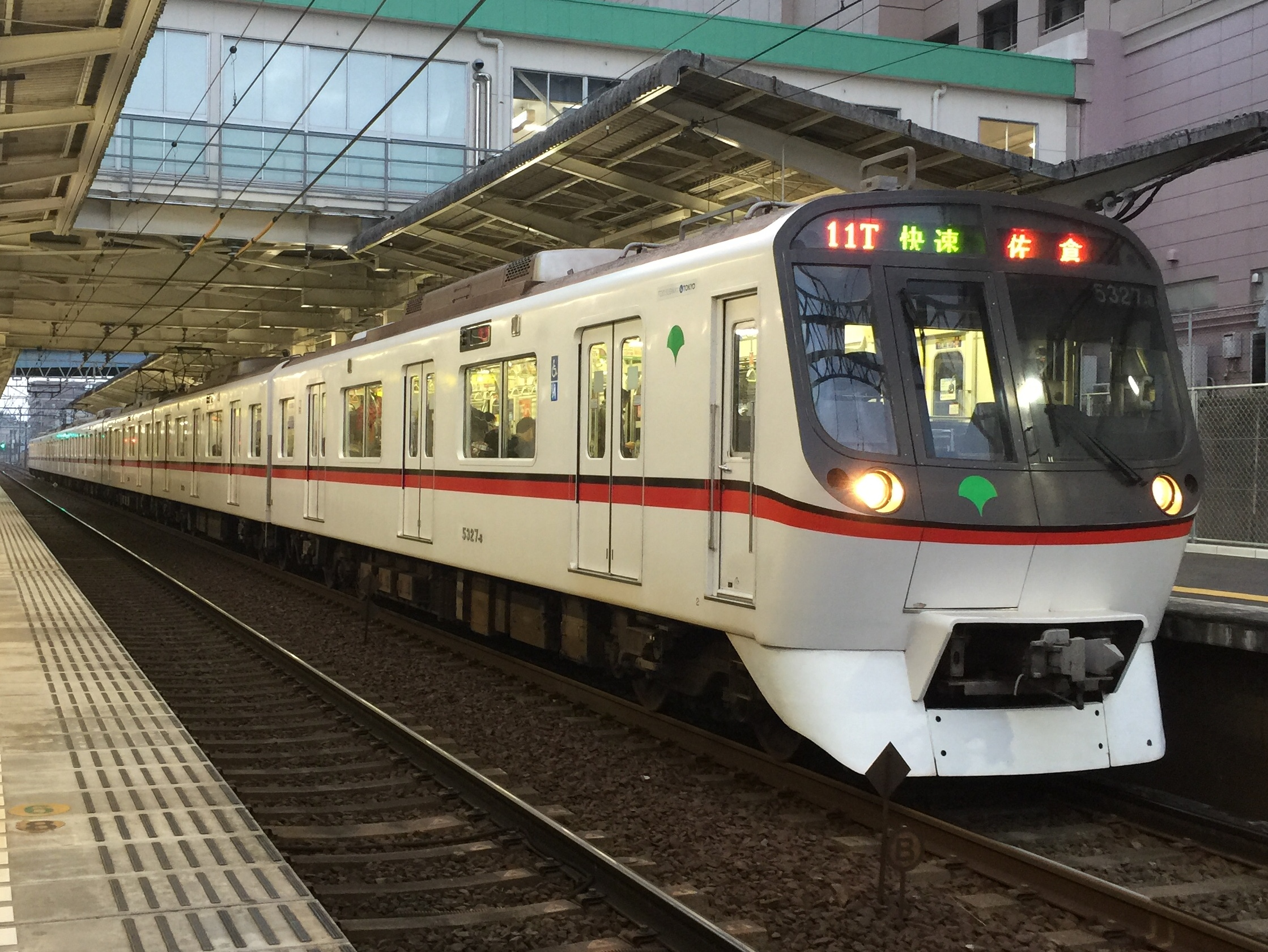
도영 지하철 5300형
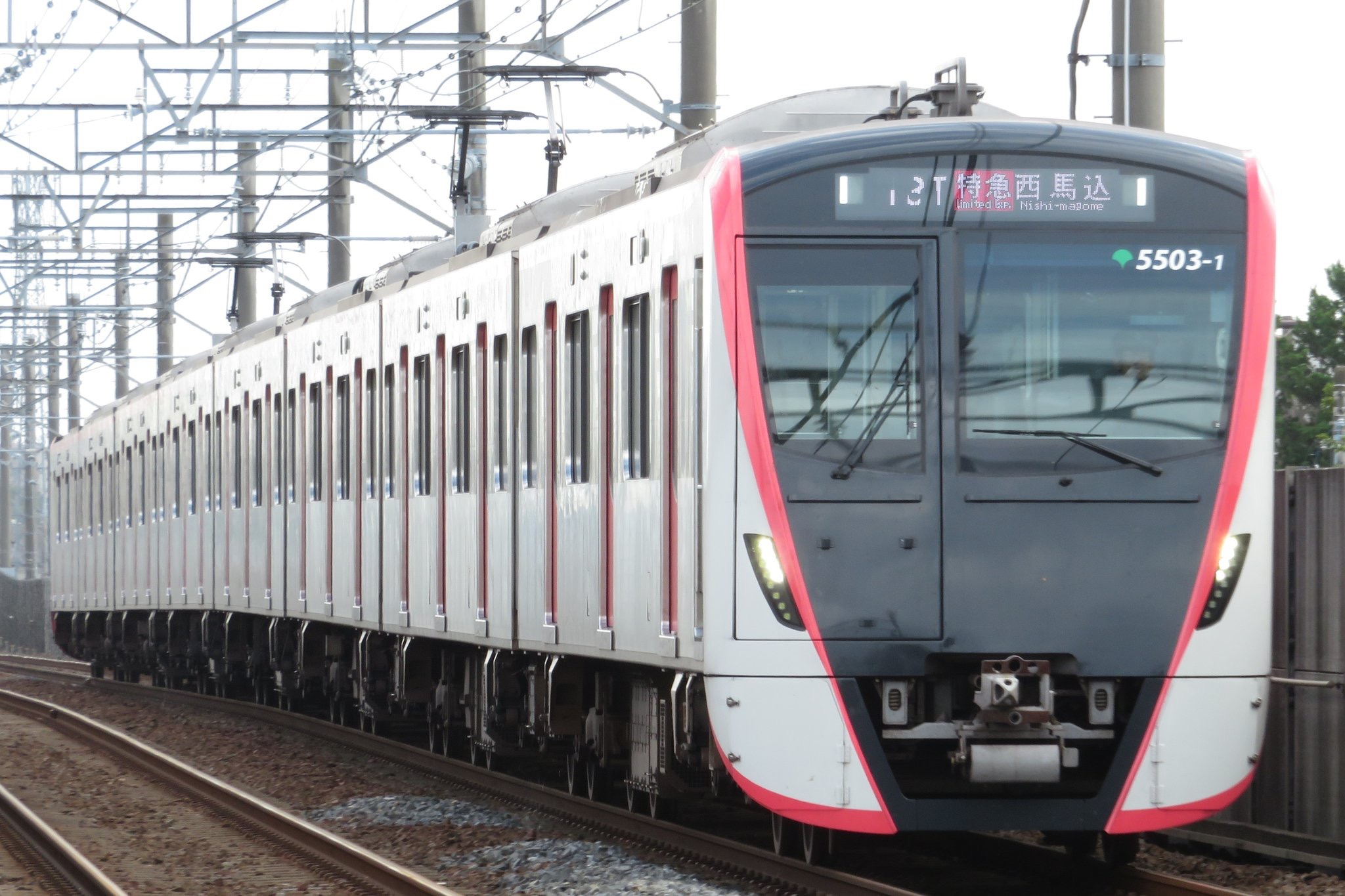
도영 지하철 5500형
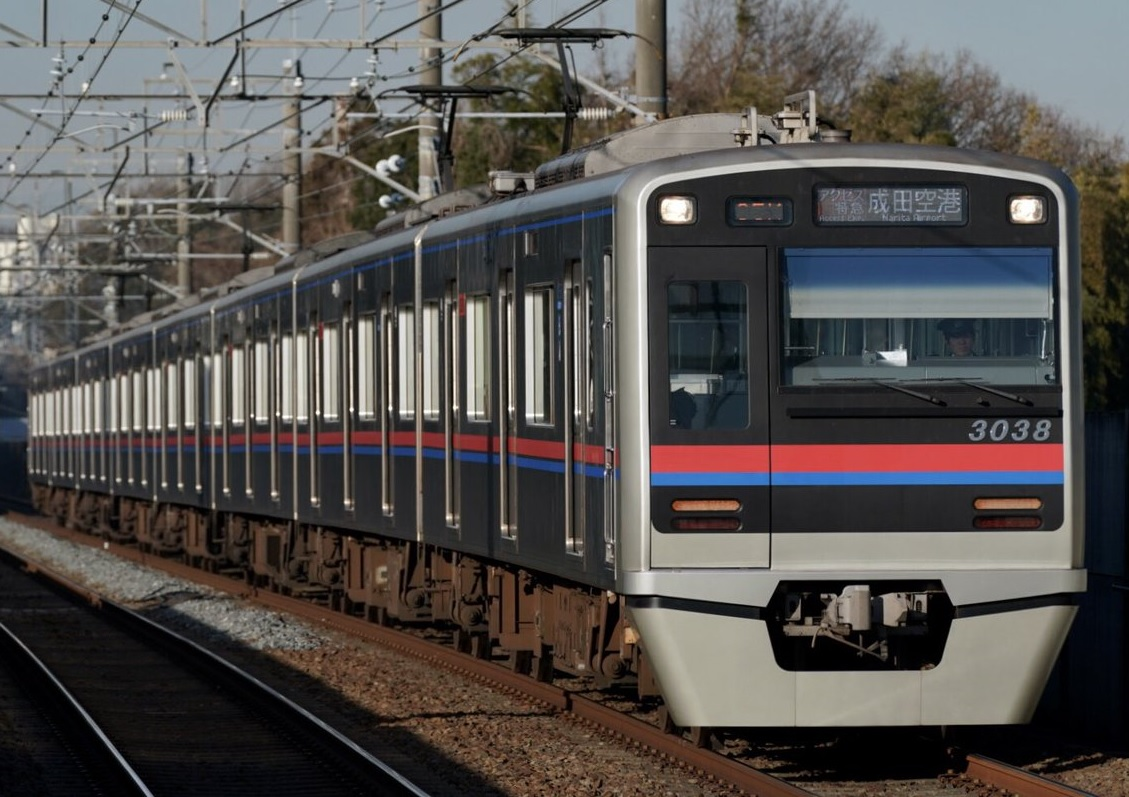
게이세이 전철 3000형
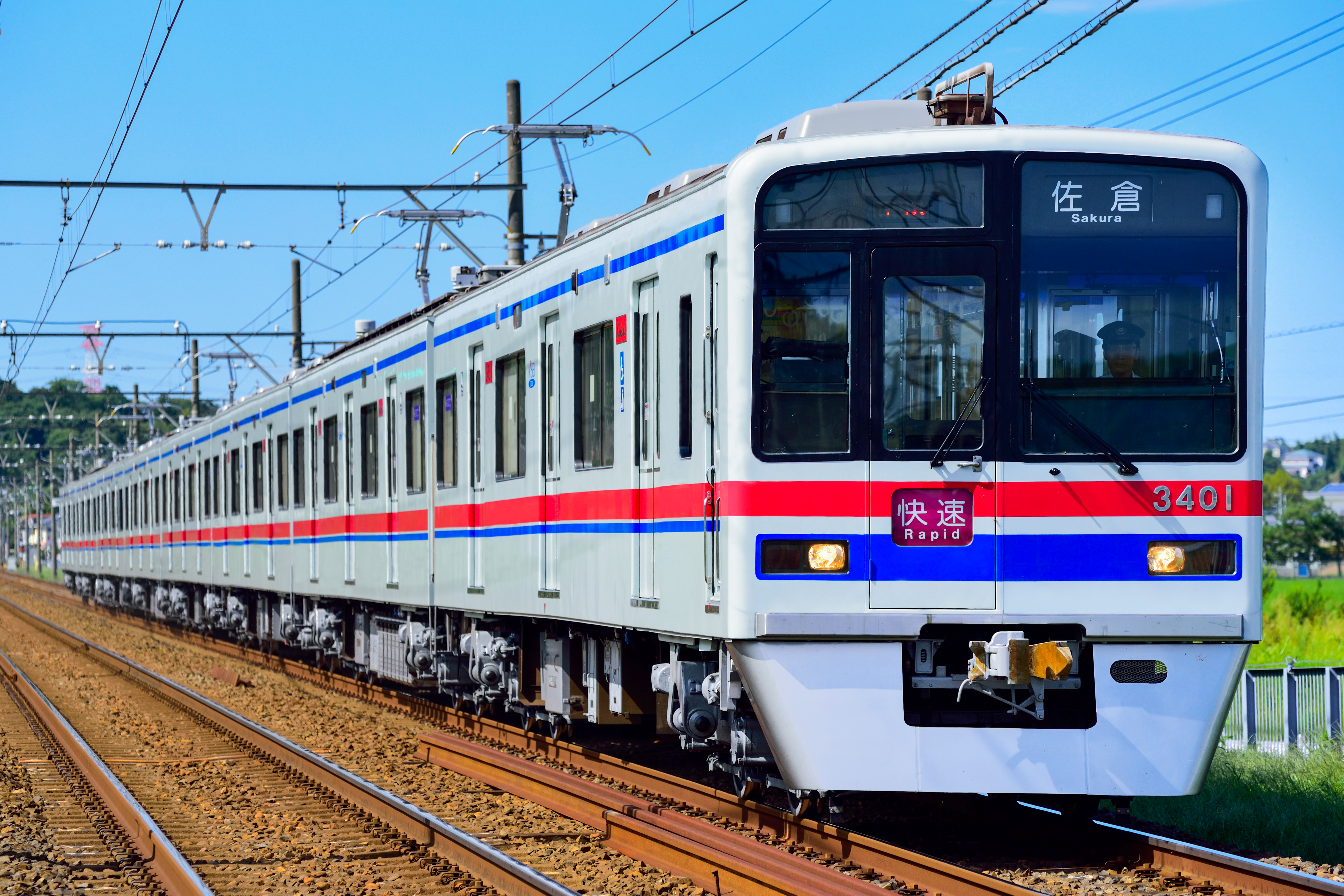
게이세이 전철 3400형
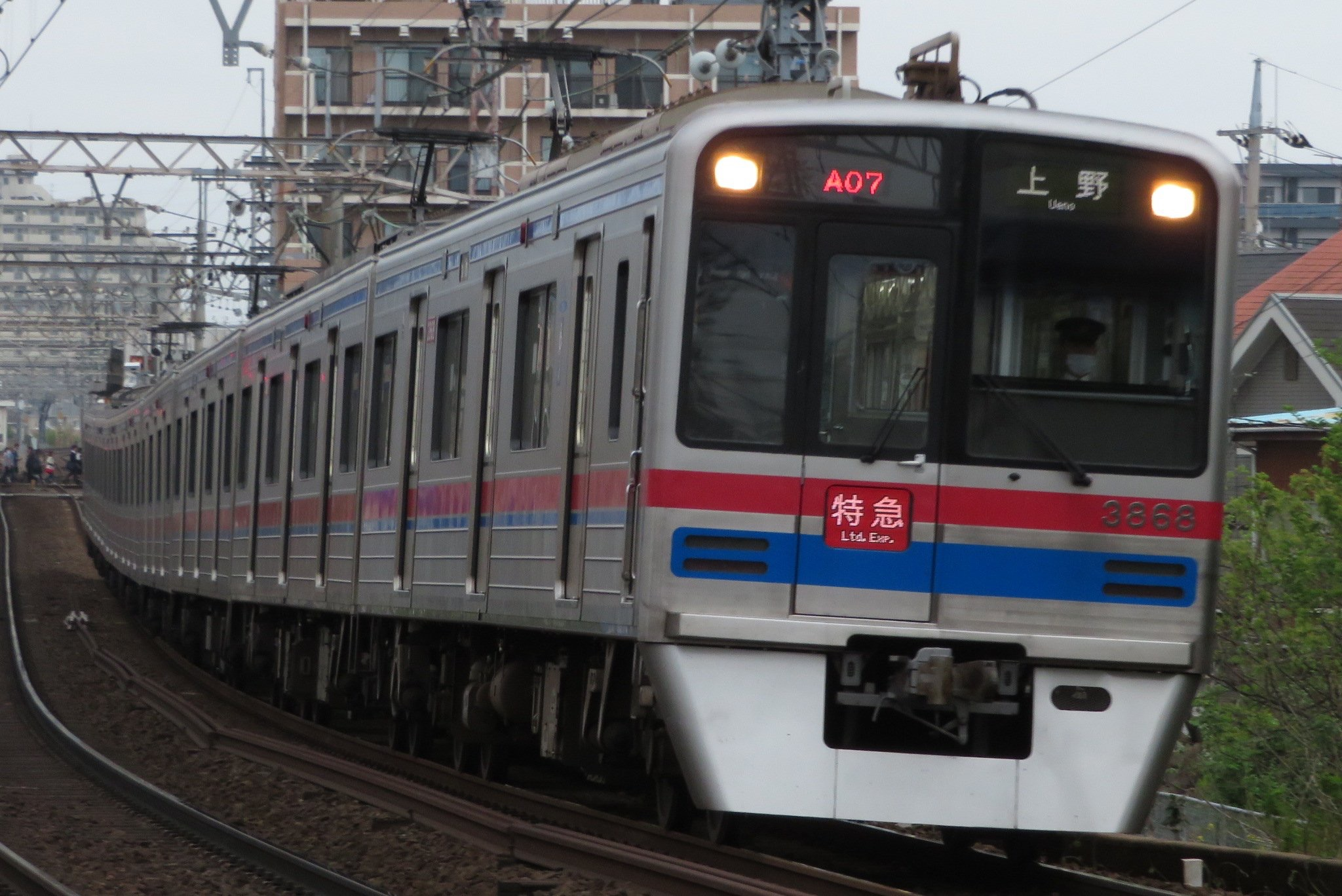
게이세이 전철 3700형
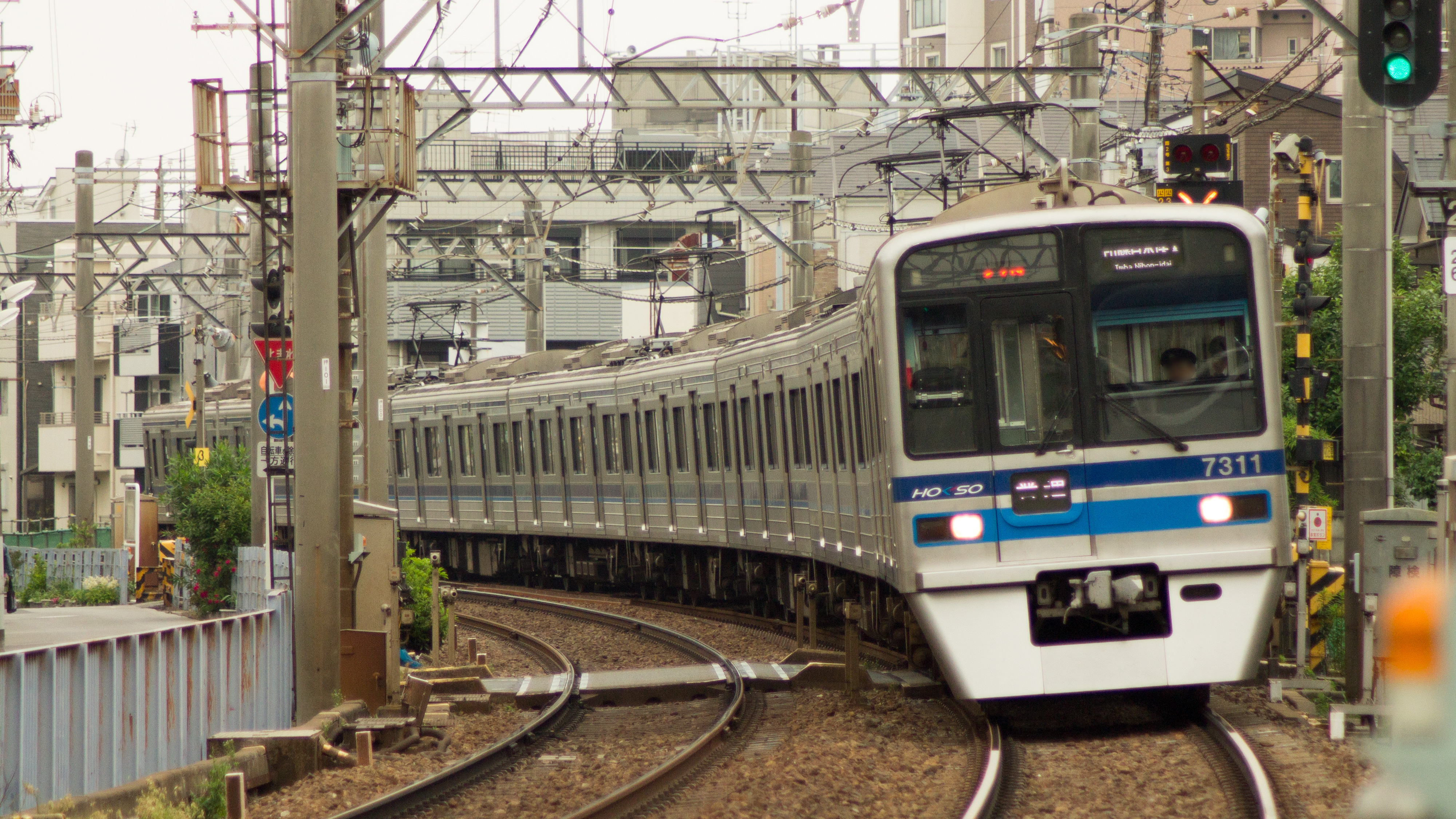
호쿠소 철도 7300형
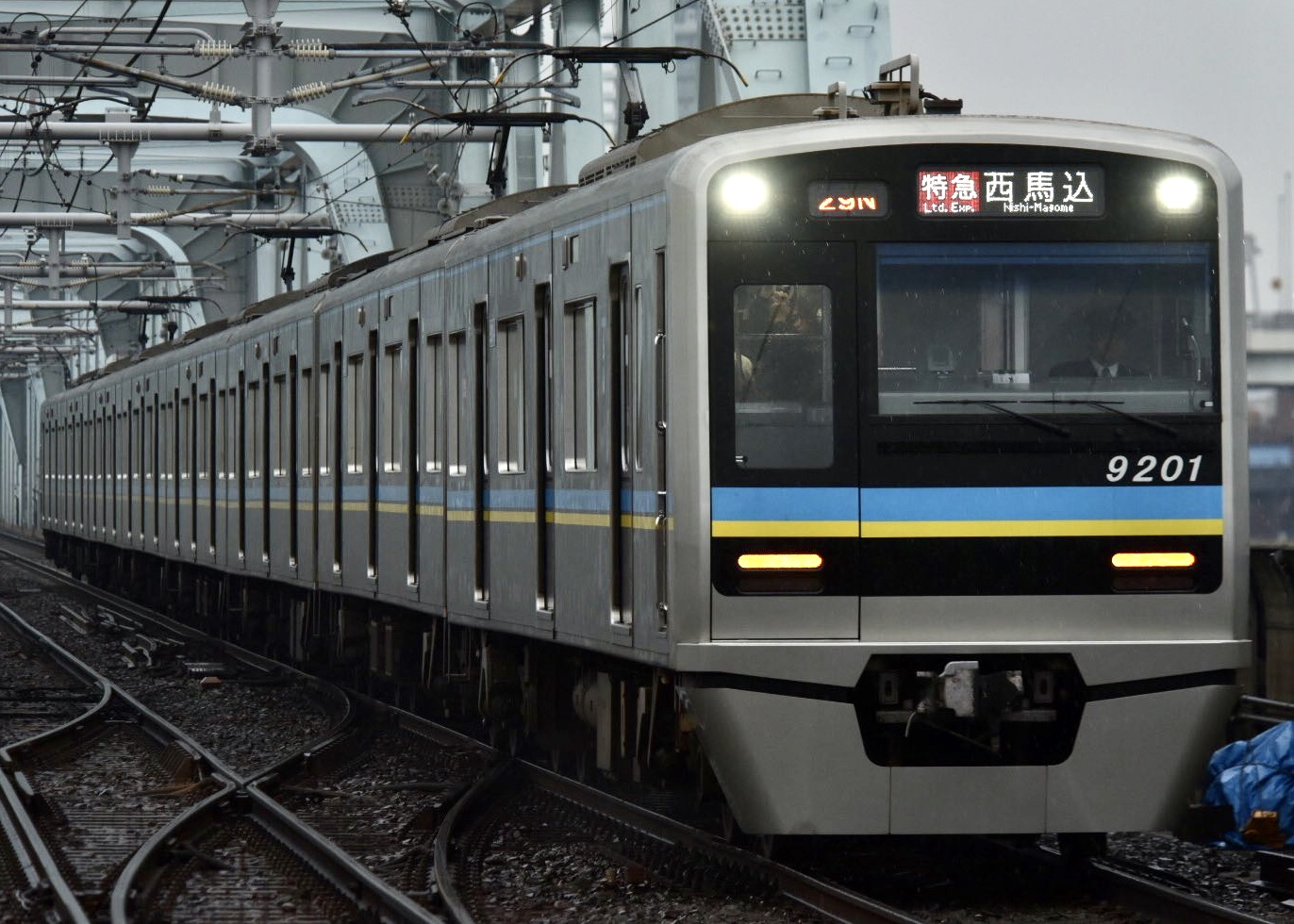
지바 뉴타운 철도 9200형
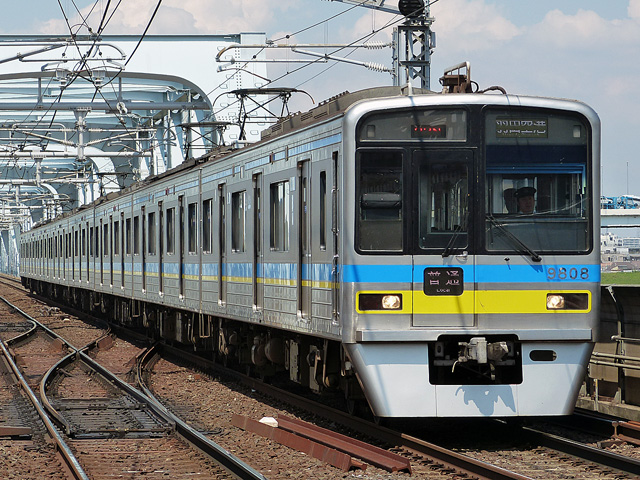
지바 뉴타운 철도 9800형

## 역 목록
| 역 번호 | 역명                  | 일어 역명    | 보 통 | 공 급 | 특 급 | 쾌 특 | 공 쾌 | W                              | M | 접속 노선 | 역간 거리 | 누적 거리      | 소재지                | 소재지                | 소재지     |
| ------- | --------------------- | ------------ | ----- | ----- | ----- | ----- | ----- | ------------------------------ | --- | --- | --------- | -------------- | --------------------- | --------------------- | ---------- |
| A-07    | 센가쿠지              | 泉岳寺       |       | ●     | ●     | ●     | ●     |                                | ▲ | 도쿄 도 교통국 지하철 아사쿠사 선 (A-07, 직결 운행)                                                                     | 1.2       | 1.2            | 도 쿄 도              | 미나토구              | 미나토구   |
| KK 01   | 시나가와              | 品川         | ●     | ●     | ●     | ●     | ●     | ▼                              | ▲ | 도카이도 신칸센 도카이도 선 · 우에노 도쿄 라인 (JT 03) 야마노테 선 (JY 25) 게이힌 도호쿠 선 (JK 20) 요코스카 선 (JO 17) |           | 0.0            | 도 쿄 도              | 미나토구              | 미나토구   |
| KK 02   | 기타시나가와          | 北品川       | ●     | │     | │     | │     | │     | ↓                              | ↑ | | 0.7       | 0.7            | 도 쿄 도              | 시나가와구            | 시나가와구 |
| KK 03   | 신반바                | 新馬場       | ●     | │     | │     | │     | │     | ↓                              | ↑ | 0.7 | 1.4       |                | 도 쿄 도              | 시나가와구            | 시나가와구 |
| KK 04   | 아오모노요코초        | 青物横丁     | ●     | ●     | ●     | │     | │     | ↓                              | ↑ | 0.8 | 2.2       |                | 도 쿄 도              | 시나가와구            | 시나가와구 |
| KK 05   | 사메즈                | 鮫洲         | ●     | │     | │     | │     | │     | ↓                              | ↑ | 0.5 | 2.7       |                | 도 쿄 도              | 시나가와구            | 시나가와구 |
| KK 06   | 다치아이가와          | 立会川       | ●     | ●     | │     | │     | │     | ↓                              | ↑ | 0.8 | 3.5       |                | 도 쿄 도              | 시나가와구            | 시나가와구 |
| KK 07   | 오모리카이간          | 大森海岸     | ●     | │     | │     | │     | │     | ↓                              | ↑ | 1.3 | 4.8       |                | 도 쿄 도              | 시나가와구            | 시나가와구 |
| KK 08   | 헤이와지마            | 平和島       | ●     | ●     | ●     | │     | │     | ↓                              | ↑ | 0.9 | 5.7       | 오타구         | 오타구                |                       |            |
| KK 09   | 오모리마치            | 大森町       | ●     | │     | │     | │     | │     | ↓                              | ↑ | 0.8 | 6.5       | 오타구         | 오타구                |                       |            |
| KK 10   | 우메야시키            | 梅屋敷       | ●     | │     | │     | │     | │     | ↓                              | ↑ | 0.7 | 7.2       | 오타구         | 오타구                |                       |            |
| KK 11   | 게이큐 가마타         | 京急蒲田     | ●     | ●     | ●     | ●     | \|    | ↓                              | ↑ | 공항선 (KK 11, 직결 운행)                                                                                               | 0.8       | 오타구         | 오타구                | 8.0                   |            |
| KK 18   | 조시키                | 雑色         | ●     | │     | │     | │     |       | ↓                              | ↑ | | 1.4       | 오타구         | 오타구                | 9.4                   |            |
| KK 19   | 로쿠고도테            | 六郷土手     | ●     | │     | │     | │     | ↓     | ↑                              | 1.2 | 10.6 |           | 오타구         | 오타구                |                       |            |
| KK 20   | 게이큐 가와사키       | 京急川崎     | ●     | ●     | ●     | ●     | ↓     | ↑                              | 다이시 선 (KK 20) 도카이도 선 (가와사키역, JT 04) 게이힌 도호쿠 선 (가와사키역, JK 16) 난부 선 (가와사키역, JN 01) | 1.2 | 11.8      | 가 나 가 와 현 | 가와사키시 가와사키구 | 가와사키시 가와사키구 |            |
| KK 27   | 핫초나와테            | 八丁畷       | ●     | │     | │     | │     | ↓     | ↑                              | 난부 선 (JN 51) | 1.3 | 13.1      | 가 나 가 와 현 | 가와사키시 가와사키구 | 가와사키시 가와사키구 |            |
| KK 28   | 쓰루미이치바          | 鶴見市場     | ●     | │     | │     | │     | ↓     | ↑                              | | 0.7 | 13.8      | 가 나 가 와 현 | 요 코 하 마 시        | 쓰루미구              |            |
| KK 29   | 게이큐 쓰루미         | 京急鶴見     | ●     | ●     | │     | │     | ↓     | ↑                              | 게이힌 도호쿠 선 (쓰루미역, JK 15) 쓰루미 선 (쓰루미역, JI 01) | 1.5 | 15.3      | 가 나 가 와 현 | 요 코 하 마 시        | 쓰루미구              |            |
| KK 30   | 가게쓰소지지          | 花月総持寺   | ●     | │     | │     | │     | ↓     | ↑                              | | 0.8 | 16.1      | 가 나 가 와 현 | 요 코 하 마 시        | 쓰루미구              |            |
| KK 31   | 나마무기              | 生麦         | ●     | │     | │     | │     | ↓     | ↑                              | 0.8 | 16.9 |           | 가 나 가 와 현 | 요 코 하 마 시        | 쓰루미구              |            |
| KK 32   | 게이큐 신코야스       | 京急新子安   | ●     | │     | │     | │     | ↓     | ↑                              | 게이힌 도호쿠 선 (신코야스역, JK 14) | 1.4 | 18.3      | 가 나 가 와 현 | 요 코 하 마 시        | 가나가와구            |            |
| KK 33   | 고야스                | 子安         | ●     | │     | │     | │     | ↓     | ↑                              | | 1.0 | 19.3      | 가 나 가 와 현 | 요 코 하 마 시        | 가나가와구            |            |
| KK 34   | 가나가와신마치        | 神奈川新町   | ●     | ●     | ●     | │     | ↓     | ↑                              | 0.7 | 20.0 |           | 가 나 가 와 현 | 요 코 하 마 시        | 가나가와구            |            |
| KK 35   | 게이큐 히가시카나가와 | 京急東神奈川 | ●     | ●     | │     | │     | ↓     | ↑                              | 게이힌 도호쿠 선 (히가시카나가와역, JK 13) 요코하마 선 (히가시카나가와역, JH 13) | 0.5 | 20.5      | 가 나 가 와 현 | 요 코 하 마 시        | 가나가와구            |            |
| KK 36   | 가나가와              | 神奈川       | ●     | │     | │     | │     | ↓     | ↑                              | | 1.0 | 21.5      | 가 나 가 와 현 | 요 코 하 마 시        | 가나가와구            |            |
| KK 37   | 요코하마              | 横浜         | ●     | ●     | ●     | ●     | ↓     | ↑                              | 도카이도 선 (JT 05) 게이힌 도호쿠 선 · 네기시 선 (JK 12) 요코스카 선 (JO 13) 쇼난 신주쿠 라인 (JS 13) 도쿄 급행 전철 도요코 선 (TY 21) 사가미 철도 본선 (SO 01) 요코하마 고속철도 미나토미라이 선 (MM 01) 요코하마시 교통국 지하철 블루 라인 (B 20) | 0.7 | 22.2      | 가 나 가 와 현 | 요 코 하 마 시        | 니시구                |            |
| KK 38   | 도베                  | 戸部         | ●     | │     | │     | │     | ↓     | ↑                              | | 1.2 | 23.4      | 가 나 가 와 현 | 요 코 하 마 시        | 니시구                |            |
| KK 39   | 히노데초              | 日ノ出町     | ●     | ●     | │     | │     | ↓     | ↑                              | 1.4 | 24.8 | 나카구    | 가 나 가 와 현 | 요 코 하 마 시        |                       |            |
| KK 40   | 고가네초              | 黄金町       | ●     | │     | │     | │     | ↓     | ↑                              | 0.8 | 25.6 | 미나미구  | 가 나 가 와 현 | 요 코 하 마 시        |                       |            |
| KK 41   | 미나미오타            | 南太田       | ●     | │     | │     | │     | ↓     | ↑                              | 0.9 | 26.5 | 미나미구  | 가 나 가 와 현 | 요 코 하 마 시        |                       |            |
| KK 42   | 이도가야              | 井土ヶ谷     | ●     | ●     | │     | │     | ↓     | ↑                              | 1.2 | 27.7 | 미나미구  | 가 나 가 와 현 | 요 코 하 마 시        |                       |            |
| KK 43   | 구묘지                | 弘明寺       | ●     | ●     | │     | │     | ↓     | ↑                              | 1.4 | 29.1 | 미나미구  | 가 나 가 와 현 | 요 코 하 마 시        |                       |            |
| KK 44   | 가미오오카            | 上大岡       | ●     | ●     | ●     | ●     | ▼     | ▲                              | 요코하마시 교통국 지하철 블루 라인 (B 11) | 1.7 | 30.8      | 가 나 가 와 현 | 요 코 하 마 시        | 고난구                |            |
| KK 45   | 뵤부가우라            | 屏風浦       | ●     | │     | │     | │     | ↓     | ↑                              | | 2.2 | 33.0      | 가 나 가 와 현 | 요 코 하 마 시        | 이소고구              |            |
| KK 46   | 스기타                | 杉田         | ●     | ●     | │     | │     | ↓     | ↑                              | 네기시 선 (신스기타역, JK 05) 가나자와 시사이드라인 (신스기타역, 1) | 1.3 | 34.3      | 가 나 가 와 현 | 요 코 하 마 시        | 이소고구              |            |
| KK 47   | 게이큐 도미오카       | 京急富岡     | ●     | │     | │     | │     | ↓     | ↑                              | | 2.4 | 36.7      | 가 나 가 와 현 | 요 코 하 마 시        | 가나자와구            |            |
| KK 48   | 노켄다이              | 能見台       | ●     | ●     | │     | │     | ↓     | ↑                              | 0.7 | 37.4 |           | 가 나 가 와 현 | 요 코 하 마 시        | 가나자와구            |            |
| KK 49   | 가나자와분코          | 金沢文庫     | ●     | ●     | ●     | ●     | ▼     | ▲                              | 2.1 | 39.5 |           | 가 나 가 와 현 | 요 코 하 마 시        | 가나자와구            |            |
| KK 50   | 가나자와핫케이        | 金沢八景     | ●     | ●     | ●     | ●     | ▼     | ↑                              | 즈시 선 (KK 50, 직결 운행) 가나자와 시사이드라인 (14) | 1.4 | 40.9      | 가 나 가 와 현 | 요 코 하 마 시        | 가나자와구            |            |
| KK 54   | 옷파마                | 追浜         | ●     |       | ●     | │     | ↓     | ↑                              | | 1.9 | 42.8      | 가 나 가 와 현 | 요코스카시            | 요코스카시            |            |
| KK 55   | 게이큐 다우라         | 京急田浦     | ●     | │     | │     | ↓     | ↑     | 1.7                            | 44.5 | |           | 가 나 가 와 현 | 요코스카시            | 요코스카시            |            |
| KK 56   | 안진즈카              | 安針塚       | ●     | │     | │     | ↓     | ↑     | 2.6                            | 47.1 | |           | 가 나 가 와 현 | 요코스카시            | 요코스카시            |            |
| KK 57   | 헤미                  | 逸見         | ●     | │     | │     | ↓     | ↑     | 1.0                            | 48.1 | |           | 가 나 가 와 현 | 요코스카시            | 요코스카시            |            |
| KK 58   | 시오이리              | 汐入         | ●     | ●     | │     | ↓     | ↑     | 1.1                            | 49.2 | |           | 가 나 가 와 현 | 요코스카시            | 요코스카시            |            |
| KK 59   | 요코스카추오          | 横須賀中央   | ●     | ●     | ●     | ▼     | ▲     | 0.7                            | 49.9 | |           | 가 나 가 와 현 | 요코스카시            | 요코스카시            |            |
| KK 60   | 겐리쓰다이가쿠        | 県立大学     | ●     | │     | │     | ↓     | ↑     | 1.2                            | 51.1 | |           | 가 나 가 와 현 | 요코스카시            | 요코스카시            |            |
| KK 61   | 호리노우치            | 堀ノ内       | ●     | ●     | ●     | ▼     | ↑     | 구리하마 선 (KK 61, 직결 운행) | 1.2 | 52.3 |           | 가 나 가 와 현 | 요코스카시            | 요코스카시            |            |
| KK 62   | 게이큐 오쓰           | 京急大津     | ●     | ●     |       |       |       |                                | 0.8 | 53.1 |           | 가 나 가 와 현 | 요코스카시            | 요코스카시            |            |
| KK 63   | 마보리카이간          | 馬堀海岸     | ●     | ●     | 1.1   | 54.2  |       |                                | | |           | 가 나 가 와 현 | 요코스카시            | 요코스카시            |            |
| KK 64   | 우라가                | 浦賀         | ●     | ●     | 1.3   | 55.5  |       |                                | | |           | 가 나 가 와 현 | 요코스카시            | 요코스카시            |            |

- 보통 : 보통 정차역
- 공급 : 에어포트 급행 정차역
- 특급 : 특급 정차역
- 쾌특 : 쾌특(쾌속특급) 정차역
- 공쾌 : 에어포트 쾌특 정차역
- W : 게이큐 윙 정차역
- M : 모닝 윙 정차역